# آنتی تیرواینن
آنتی تیرواینن (فنلاندی: Antti Tyrväinen; ۵ نوامبر ۱۹۳۳ – ۱۳ اکتبر ۲۰۱۳) ورزشکار دوگانه اهل فنلاند بود.